# Murder on the Dancefloor
A Murder on the Dancefloor egy dal, melyet Sophie Ellis-Bextor és Gregg Alexander írt Ellis-Bextor első, Read My Lips (2001) című albumára. Producerei Alexander és Matt Rowe voltak. A 2001. december 3-án megjelent dal a brit kislemezlistán a második helyen végzett, és 16 hétig maradt a listán. A dal világszerte Top 10-es sláger lett, Ausztráliában, Új-Zélandon és négy európai országban az első háromban szerepelt. Az Egyesült Államokban a kislemez a Billboard Maxi-Singles Sales Chart kilencedik helyét érte el. A Murder on the Dancefloor a jelentések szerint 2002-ben a legtöbbet játszott dal volt Európában.
2024 januárjában a Murder on the Dancefloor a Saltburn című filmben való felhasználását követően visszatért az Egyesült Királyság Top 10-es listájára, és 2007 óta ez lett Ellis-Bextor első Top 10-es kislemeze. Ugyanebben a hónapban az amerikai Billboard Hot 100-as listán a 98. helyen szerepelt, ami Ellis-Bextor első megjelenése volt ezen a listán. A Billboard Global 200-as listáján is a 10. helyen végzett, ez volt az első top 10-es helyezése a listán.

## Háttér és kiadás
A dal zenéjét és refrénjét Gregg Alexander szerezte, a szöveget pedig Sophie Ellis-Bextor egészítette ki. A dalt 2001. december 3-án adta ki kislemezként a Polydor Records. 2019-ben egy újra felvett nagyzenekari változat jelent meg Sophie Ellis-Bextor The Song Diaries című Greatest Hits-kiadványán.

## Kereskedelmi fogadtatás
A dal Ellis-Bextor legnagyobb nemzetközi slágere, a legtöbb európai országban, Új-Zélandon, Kanadában és az amerikai Dance kislemezlistán is a Top 10-ben szerepelt. Az Egyesült Királyságban a második helyen végzett, és 13 hétig volt a Top 40-ben. Megjelenése óta az Egyesült Királyságban egymillió eladott egységet gyűjtött össze, és 71 millió kombinált audio- és videostreaminget ért el. Ausztráliában nagy sikert aratott, a harmadik helyig jutott, 20 héten keresztül a Top 50-ben maradt, az Australian Recording Industry Association platina minősítést adott neki, és 2002 tizenkettedik legnagyobb példányszámban eladott kislemeze lett.
A Saltburn című filmben való megjelenése után a dal népszerűsége újból megnőtt, és újra bekerült az Egyesült Királyság dance listájára; a 2024. január 4-i listán a 12. helyen szerepelt, és a következő héten a második helyre emelkedett. Ugyanezen a január 11-én végződő héten a nyolcadik helyen lépett be újra a hivatalos brit kislemezlistára. Az amerikai Billboard Hot 100-as listán a 2024. január 13-i listán a 98. helyen szerepelt, így ez volt Ellis-Bextor első dala, amely felkerült a Hot 100-as listára. Ellis-Bextor így kommentálta a dal népszerűségét: „Valójában nagyon varázslatos érzés. És ha őszinte akarok lenni, nem hiszem, hogy teljesen feldolgoztam volna... Ez rendkívüli. Ezt a dalt már több mint 20 éve éneklem, és még mindig imádom. Imádom, ahogy az emberek reagálnak, amikor élőben éneklem. De az, hogy új emberek fedezik fel, hogy új emlékeket teremt az emberekben, egyszerűen gyönyörű.”

## Videóklip
A videóklipet Sophie Muller rendezte, középpontjában pedig egy táncverseny áll, amely a Grease című film tornatermi táncjelenetét parodizálja. A győztes nyereménye egy pár arany magas sarkú cipő és egy jelentős pénzösszeg. Ellis-Bextor kétségbeesetten győzni akar, és felmérve a versenyt, sunyi módon megsebesíti és kizárja a versenytársak többségét. Az egyiket elgáncsolja, majd egy másiknak kioldja a ruháját és lekapja róla, aminek következtében a lány elszalad. Ezután ravaszul kiejti a potenciális riválisok trióját azzal, hogy a frissítőszünetben mérget kever az italukba. Aztán egy másik táncosnő lába alá egy vajdarabot hajít, aki megcsúszik és lesérül, végül pedig egy tangát helyez az egyik férfitáncos öltözékébe, azt sugallva, hogy megcsalja partnerét; ennek hatására a partnere felpofozza őt, és elhagyja a táncparkettet.
Ellis-Bextor a zsűri felé is fordul. Egy kloroformnak tűnő szerrel ártalmatlanná teszi a zsűri egyetlen női bíróját. Észrevéve, hogy a vezető zsűritag (akit Colin Stinton alakít) gyengéi a szép nők, Ellis-Bextor odalép hozzá, amikor egyedül van, és elcsábítja. A vezető zsűritagnak sikerül meggyőznie a megmaradt társait, hogy Ellis-Bextort kiáltsák ki győztesnek, táncos társai nemtetszését kiváltva.
A videóklip azzal zárul, hogy a többi táncos méltatlankodva megtapsolja (majd azonnal faképnél hagyják) Ellis-Bextort és táncpartnerét, miközben ő boldogan szorongatja a pénzdíjat és az aranycipőt a dobogó legfelső fokán.

## A kislemez dalai
| Brit és Ausztrál-ázsiai CD kislemez 1. Murder on the Dancefloor – 3:53 2. Never Let Me Down – 3:43 3. Murder on the Dancefloor (Parky & Birchy remix) – 7:24 4. Murder on the Dancefloor (video) Brit 12-inch kislemez A1. Murder on the Dancefloor (G-Club vocal mix) – 5:09 A2. Murder on the Dancefloor (Jewels & Stone mix) – 5:39 B1. Murder on the Dancefloor (Phunk Investigation vocal mix) – 5:07 B2. Murder on the Dancefloor (extended album version) – 5:32 Brit kazetta kislemez és Európai CD kislemez 1. Murder on the Dancefloor – 3:53 2. Murder on the Dancefloor (Jewels & Stone mix) – 5:39 | Német maxi-CD kislemez 1. Murder on the Dancefloor (radio edit) – 3:37 2. Murder on the Dancefloor (extended album version) – 5:32 3. Murder on the Dancefloor (Jewels & Stone mix edit) – 4:50 4. Murder on the Dancefloor (G-Club vocal mix edit) – 5:10 5. Murder on the Dancefloor (Phunk Investigation vocal edit) – 5:07 6. Murder on the Dancefloor (Parky & Birchy remix) – 7:22 7. Murder on the Dancefloor (Twin Murder remix) – 7:11 Amerikai CD kislemez 1. Murder on the Dancefloor (radio edit) – 3:37 2. Murder on the Dancefloor (extended album version) – 5:32 3. Murder on the Dancefloor (Jewels & Stone remix) – 5:39 4. Murder on the Dancefloor (Parky & Birchy remix) – 7:24 |

## Közreműködők
Közreműködők listája a Read My Lips albumfüzetéből.
Stúdiók
- Felvételː Mayfair Studios (London, Anglia)
- Hangkeverésː Townhouse Studios (London, Anglia)
- Maszterelésː Sony Music Studios (London, Anglia)

Közreműködők
- Sophie Ellis-Bextor – dalszerzés
- Gregg Alexander – dalszerzés
- Yoad Nevo – gitárok, ütös hangszerek, programozás
- John Themis – gitárok
- Guy Pratt – basszus
- Wired Strings – vonós hangszerek
- Rosie Wetters – vonósok vezetője
- Nick Franglen – programozás
- Matt Rowe – producer
- Jeremy Wheatley – kiegészítő produceri munka, hangkeverés
- Marco Rakascan – hangfelvétel
- James Loughrey – hangmérnök
- Laurence Brazil – hangmérnök asszisztense
- John Davis – maszterelés

## Helyezések
| Lista (2001–2003)                     | Legjobb helyezés |
| ------------------------------------- | ---------------- |
| Ausztrália (ARIA)                     | 3                |
| Ausztrália Dance (ARIA)               | 1                |
| Ausztria (Ö3 Austria Top 40)          | 10               |
| Belgium (Ultratop 50 Flanders)        | 18               |
| Belgium (Ultratop 50 Wallonia)        | 7                |
| Belgium Dance (Ultratop Flanders)     | 10               |
| Kanada (Nielsen SoundScan)            | 5                |
| Horvátország (HRT)                    | 3                |
| Csehország (IFPI)                     | 21               |
| Dánia (Tracklisten Top 40)            | 3                |
| Európa (Eurochart Hot 100)            | 12               |
| Finnország (Singlet Top 20)           | 15               |
| Franciaország (Single Top 100)        | 5                |
| Németország (Media Control Charts)    | 11               |
| Görögország (IFPI)                    | 34               |
| Magyarország (Rádiós Top 40)          | 8                |
| Magyarország (Single Top 40)          | 16               |
| Írország (IRMA)                       | 2                |
| Olaszország (FIMI)                    | 5                |
| Hollandia (Top 40)                    | 4                |
| Hollandia (Single Top 100)            | 7                |
| Új-Zéland (Recorded Music NZ)         | 2                |
| Norvégia (VG-lista)                   | 2                |
| Lengyelország (Music & Media)         | 3                |
| Románia (Romanian Top 100)            | 26               |
| Skócia (Scottish Singles Top 40)      | 2                |
| Svédország (Sverigetopplistan)        | 8                |
| Svájc (Schweizer Hitparade)           | 7                |
| Egyesült Királyság (UK Singles Chart) | 2                |
| Egyesült Királyság (UK Dance Chart)   | 15               |
| US Hot Dance Club Songs (Billboard)   | 26               |
| US Dance Singles Sales (Billboard)    | 9                |

| Lista (2023–2024)                         | Legjobb helyezés |
| ----------------------------------------- | ---------------- |
| Ausztrália (ARIA)                         | 7                |
| Ausztria (Ö3 Austria Top 40)              | 8                |
| Belgium (Ultratop 50 Flanders)            | 32               |
| Belgium (Ultratop 50 Wallonia)            | 38               |
| Kanada (Canadian Hot 100)                 | 21               |
| Kanada CHR/Top 40 (Billboard)             | 39               |
| Csehország (Singles Digitál Top 100)      | 36               |
| Dánia (Tracklisten)                       | 17               |
| Franciaország (SNEP)                      | 29               |
| Global 200 (Billboard)                    | 10               |
| Németország (Media Control Charts)        | 19               |
| Görögország Nemzetközi dalok (IFPI)       | 21               |
| Izland (Plötutíðindi)                     | 9                |
| Írország (IRMA)                           | 2                |
| Olaszország (FIMI)                        | 38               |
| Lettország (LAIPA)                        | 7                |
| Litvánia (AGATA)                          | 7                |
| Luxemburg (Billboard)                     | 21               |
| Hollandia (Top 40)                        | 24               |
| Hollandia (Single Top 100)                | 7                |
| Új-Zéland (Recorded Music NZ)             | 7                |
| Norvégia (VG-lista)                       | 8                |
| Lengyelország (Polish Streaming Top 100)  | 36               |
| Portugália (AFP Top 100 Singles)          | 43               |
| Szlovákia (Singles Digitál Top 100)       | 45               |
| Svédország (Sverigetopplistan)            | 24               |
| Svájc (Schweizer Hitparade)               | 12               |
| Egyesült Királyság (UK Singles Chart)     | 2                |
| Egyesült Királyság (UK Dance Chart)       | 1                |
| US Billboard Hot 100                      | 51               |
| US Adult Top 40 (Billboard)               | 16               |
| US Hot Dance/Electronic Songs (Billboard) | 3                |
| US Mainstream Top 40 (Billboard)          | 17               |

| Lista (2001)             | Helyezés |
| ------------------------ | -------- |
| Írország (IRMA)          | 62       |
| Egyesült Királyság (OCC) | 60       |

| Lista (2002)                                 | Helyezés |
| -------------------------------------------- | -------- |
| Ausztrália (ARIA)                            | 12       |
| Ausztrália Dance (ARIA)                      | 3        |
| Belgium (Ultratop 50 Flanders)               | 72       |
| Belgium (Ultratop 50 Wallonia)               | 38       |
| Kanada (Nielsen SoundScan)                   | 57       |
| Európa (Eurochart Hot 100)                   | 18       |
| Franciaország (SNEP)                         | 28       |
| Németország (Official German Charts)         | 69       |
| Írország (IRMA)                              | 43       |
| Hollandia (Dutch Top 40)                     | 21       |
| Hollandia (Single Top 100)                   | 38       |
| Új-Zéland (Recorded Music NZ)                | 23       |
| Svédország (Sverigetopplistan)               | 57       |
| Svájc (Schweizer Hitparade)                  | 34       |
| Egyesült Királyság (OCC)                     | 87       |
| Egyesült Királyság Rádiós lista (Music Week) | 57       |

## Minősítések és eladási adatok
}
| Régió | Minősítés  | Eladott példányszám |
| --- | ---------- | ------------------- |
| Ausztrália (ARIA) | 6× platina | 420 000‡            |
| Belgium (BEA) | arany      | 25 000*             |
| Kanada (Music Canada) | arany      | 40 000‡             |
| Dánia (IFPI Denmark) | arany      | 45 000‡             |
| Franciaország (SNEP) | arany      | 250 000*            |
| Olaszország (FIMI) | arany      | 35 000‡             |
| Új-Zéland (RMNZ) | platina    | 10 000‡             |
| Portugália (AFP) | arany      | 20 000‡             |
| Spanyolország (PROMUSICAE) | arany      | 25 000‡             |
| Egyesült Királyság (BPI) | 3× platina | 1 800 000‡          |
| Egyesült Államok (RIAA) | platina    | 1 000 000‡          |
| * Eladási példányszámok kizárólag a minősítés alapján. ^ Kiszállítási példányszámok kizárólag a minősítés alapján. ‡ Eladási+streaming példányszámok kizárólag a minősítés alapján. |            |                     |

## Megjelenési történet
| Régió              | Dátum               | Formátum(ok)                                       | Változat   | Kiadó(k)  | For.            |
| ------------------ | ------------------- | -------------------------------------------------- | ---------- | --------- | --------------- |
| Egyesült Királyság | 2001. december 3.   | 12-inch vinyl CD kazetta                           | Eredeti    | Polydor   | [ 106 ] [ 107 ] |
| Ausztrália         | 2002. február 11.   | CD                                                 | Eredeti    | Polydor   | [ 108 ]         |
| Egyesült Államok   | 2002. szeptember 9. | Contemporary hit radio rhythmic contemporary radio | Eredeti    | Universal | [ 109 ]         |
| Világszerte        | 2024. január 12.    | Digitális letöltés streaming                       | Remixek    | Polydor   | [ 110 ]         |
| Világszerte        | 2024. január 19.    | Digitális letöltés streaming                       | Sped up V2 | Polydor   | [ 111 ]         |
| Világszerte        | 2024. január 26.    | Digitális letöltés streaming                       | Sped up    | Polydor   | [ 112 ]         |
| Világszerte        | 2024. február 2.    | Digitális letöltés streaming                       | Edits      | Polydor   | [ 113 ]         |
| Olaszország        | 2024. február 2.    | Rádiós megjelenés                                  | Eredeti    | Universal | [ 114 ]         |
| Világszerte        | 2024. február 9.    | Digitális letöltés streaming                       | PNAU remix | Polydor   | [ 115 ]         |
| Egyesült Királyság | 2024. február 14.   | 7-inch vinyl CD                                    | Eredeti    | Polydor   | [ 116 ] [ 117 ] |

## Fordítás
Ez a szócikk részben vagy egészben  a   Murder on the Dancefloor című angol Wikipédia-szócikk fordításán alapul.  Az eredeti cikk szerkesztőit annak laptörténete sorolja fel. Ez a jelzés csupán a megfogalmazás eredetét és a szerzői jogokat jelzi, nem szolgál a cikkben szereplő információk forrásmegjelöléseként.